# Harare

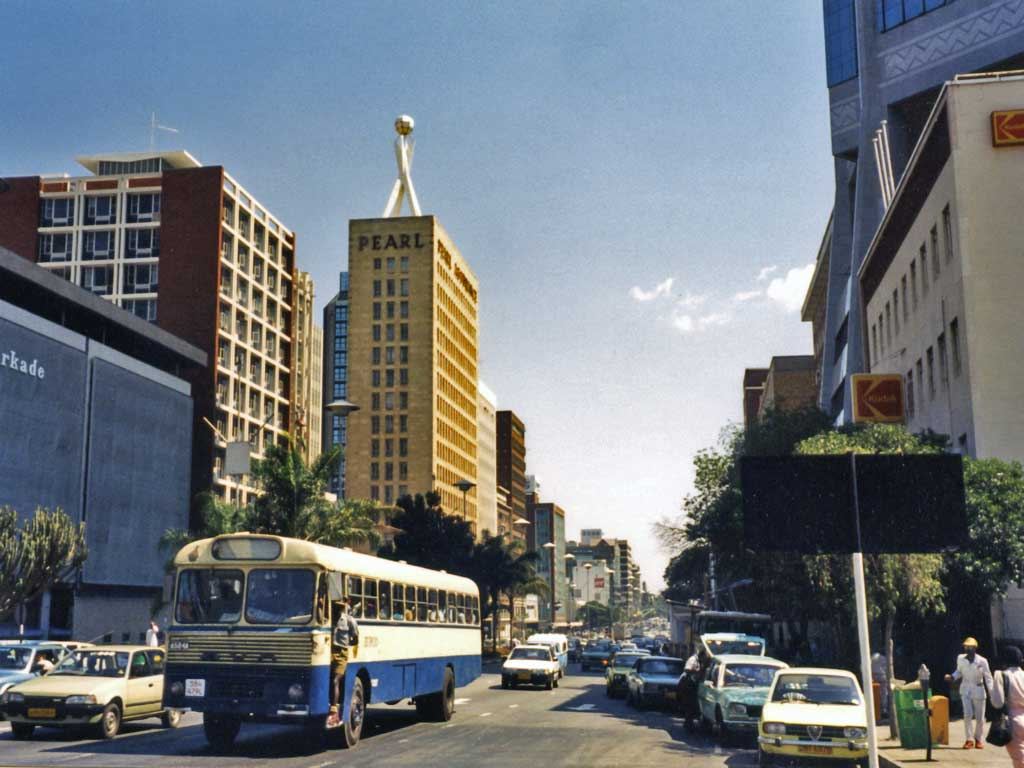
Centrum Harare (1995)

Harare je hlavním městem Zimbabwe. Město zaujímá rozlohu 559 km2. V roce 2009 zde žilo 1 600 000 obyvatel, v aglomeraci 2 800 000.

## Název
Město jeho zakladatelé původně pojmenovali Salisbury, aby poctili anglického markýze Roberta Gascoyne-Cecil, markýze ze Salisbury (1830–1903) , ministerského předsedu a ministra zahraničních věcí. V roce 1982 došlo k přejmenování na Harare, což byl původní název satelitního města Chitungwiza. Původ slova Harare se odvozuje od jména náčelníka Neharaweho. Formálně se tak stalo při 2. výročí nezávislosti Zimbabwe.

## Přírodní podmínky
Harare, největší město Republiky Zimbabwe, leží na náhorní plošině nacházející se v severovýchodní části země v provincii Mashonaland Central. Průměrná nadmořská výška města je 1483 m n. m., nejnižší bod leží v nadmořské výšce 1430 m (hladina jezera Chivero), nejvyšší bod se nachází ve výšce 1617 m n. m. 

## Klimatické poměry
Průměrná teplota se v lednu pohybuje okolo 21 °C, v červenci okolo 14 °C. V lednu průměrně spadne 140 mm srážek, v červenci téměř vůbec neprší. Podnebí je chladnější okolo okolní krajině, což je dáno vysokou nadmořskou výškou metropole. Nejteplejšími měsíci jsou říjen a listopad, nejchladnějšími potom červen a červenec. Průměrný roční úhrn srážek zde dosahuje 863 mm.

## Historie
Město bylo založeno jako Salisbury v roce 1890 Britskou jihoafrickou společností. V roce 1897 byla rovněž ustanovena městská samospráva. 
V roce 1899 došlo k zprovoznění železnice spojující město s Beirou v Mosambiku. 
Práva města Salisbury získalo až v roce 1935. 
Během druhé světové války zde začala industrializace, kvůli které se do města přistěhovalo mnoho nových obyvatel. Salisbury tehdy mělo status hlavního města kolonie Rhodésie, v letech 1953–1963 hlavního města Federace Rhodesie a Ňaska. 
Dne 11. listopadu 1965 se město stalo hlavním městem nově vzniklé Rhodesie, později Republiky Rhodesie. 18. dubna 1980 byla země přejmenována na Zimbabwe, hlavní město se přejmenovalo o dva roky později na dnešní Harare.
Okolo roku 1990 překonalo Harare metu jednoho milionu obyvatel. Městu se ale nevyhnul vznik chudinských čtvrtí a slumů.
Koncem května 2005 zahájila zimbabwská vláda kontroverzní kampaň, při níž bylo vystěhováno nemalé množství osob. Akce vyvolala kritiku mezinárodního společenství; OSN zemi nabídla humanitární pomoc, kterou nicméně místní úřady odmítly. V roce 2012 patřilo město k nejhorším co se týče podmínek k životu.

## Kultura a pamětihodnosti
Harare je moderní město, na africké poměry velmi čisté. Hlavní třídou je Samora Machel avenue. Ve městě stojí katedrály římskokatolické a anglikánské církve, muzeum, Knihovna královny Viktorie, Zimbabwská národní galerie a Národní archiv. V metropoli nechybí ani výškové budovy a ulice, které lemují aleje stromů.

## Doprava
Ve městě se kříží velká část komunikací státu. Je zde také mezinárodní letiště. Je zde železniční stanice se spojením po tratích do několika okolních měst. V roce 2024 byla železniční doprava mimo provoz.
Veřejná doprava je organizovaná do značné míry neformálně a zajišťují ji různé minibusy.

## Životní prostředí
V centru města se nachází park s názvem Harare Gardens.

## Osobnosti
- Luke Steyn (* 1993), alpský lyžař, účastník ZOH 2014